# 瑙帕拉
瑙帕拉（Naupala），是印度西孟加拉邦Haora县的一个城镇。总人口7123（2001年）。

## 人口
该地2001年总人口7123人，其中男性3793人，女性3330人；0—6岁人口897人，其中男459人，女438人；识字率61.01%，其中男性为67.47%，女性为53.66%。